# 安德魯加
50°10′2″N 25°45′5″E / 50.16722°N 25.75139°E
安德魯加（烏克蘭語：Андруга），是烏克蘭的村落，位於該國西部捷爾諾波爾州，由克列梅涅茨區負責管轄，始建於1545年，面積0.56平方公里，海拔高度228米，2001年人口279，人口密度每平方公里500.9人。